# Joachim Liszka
Joachim Paweł Liszka (ur. 23 czerwca 1938 w Siemianowicach Śląskich, zm. 25 lipca 2022) – polski politolog, doktor habilitowany nauk humanistycznych, profesor Uniwersytetu Śląskiego w Katowicach, specjalność: edukacja europejska, niemcoznawstwo, stosunki międzynarodowe.

## Życiorys
Na podstawie rozprawy pt. Świadomość polityczna jako forma świadomości społecznej w 1977 uzyskał stopień naukowy doktora.
W 1998 na podstawie dorobku naukowego oraz rozprawy pt. Niemcy. Świadomość polityczna społeczeństwa uzyskał na Wydziale Nauk Społecznych Uniwersytetu 
Śląskiego w Katowicach stopnień doktora habilitowanego nauk humanistycznych w zakresie nauk o polityce.
Został profesorem nadzwyczajnym Uniwersytetu Śląskiego w Katowicach (Wydział Nauk Społecznych; Instytut Nauk Politycznych i Dziennikarstwa).
Był także profesorem nadzwyczajnym w Wyższej Szkole Finansów i Prawa w Bielsku-Białej.
Wypromował 8 doktorów.
Pełnił funkcję prezydenta Domu Europejskiego w Polsce i członka zarządu Międzynarodowej Federacji Domów Europejskich (FIME) przy Radzie Europy.
W 1978 został odznaczony Srebrnym Krzyżem Zasługi.

## Wybrane publikacje
- Siemianowice. Przewodnik po mieście, Towarzystwo Miłośników Siemianowic, Siemianowice 1969.
- Człowiek, socjalizm, rewolucja naukowo-techniczna (współredaktor: Janusz Kolczyński), Książka i Wiedza, Warszawa 1974.
- V Ogólnopolskie studenckie seminarium politologiczne na temat: Rozwój i umacnianie demokracji socjalistycznej w Polsce : Katowice 23-25 maja 1974 r. (współredaktor: Henryk Rechowicz), 1974.
- Świadomość polityczna jako forma świadomości społecznej, Państwowe Wydawnictwo Naukowe, Kraków 1980.
- Kultura jako nośnik treści ideologicznych w stosunkach międzynarodowych (współredaktor: Jan Przewłocki, Wydawnictwo Uniwersytetu Śląskiego, Katowice 1983.
- Niemcy - świadomość polityczna społeczeństwa, Wydawnictwo Uniwersytetu Śląskiego, Katowice 1997.
- Społeczeństwo wobec problemów transformacji i integracji. Księga poświęcona prof. Janowi Szczepańskiemu z okazji Jego 85 rocznicy urodzin (red. nauk.), Wydawnictwo STUDEU, Ustroń 2000.
- Polityka a przemiany czasu. Zbiór studiów politologicznych (współredaktor: Peter Chmiel), Wydawnictwo Wyższej Szkoły Bankowości i Finansów, Bielsko-Biała 2003.
- Polityczne i prawne aspekty przemian ustrojowych po 1989 roku (współredaktor: Janusz Okrzesik, Wydawnictwo Wyższej Szkoły Bankowości i Finansów, Bielsko-Biała 2007.